# Magic City
Magic City is een dramaserie bedacht door Mitch Glazer voor de Amerikaanse betaalzender Starz. De serie was vanaf 7 april 2012 in Nederland te volgen bij HBO.

## Verhaal
Eind jaren 50 is Ike Evans eigenaar van Miramar Playa, een luxueus hotel op Miami Beach en het middelpunt van Magic City. De havenstad is populair en niet alleen bij de gewone Amerikanen, zowel de maffia als de CIA zijn zeer aanwezig. Het leven van Ike lijkt op een droom en zijn hotel is een succes, maar om dit te bereiken heeft hij wel zijn ziel verkocht aan de maffia.